# Política de Australia

Diagrama de las funciones de las instituciones políticas australianas.

La política de Australia se rige por la Constitución australiana escrita, que establece Australia como una monarquía constitucional, gobernada mediante una democracia parlamentaria según la tradición de Westminster. Australia es también una federación, donde el poder está dividido entre el gobierno federal y los estados y territorios. El monarca, actualmente el Rey Carlos III, es el jefe de Estado y está representado localmente por el gobernador general de Australia, mientras que el jefe de Gobierno es el primer ministro de Australia, actualmente Anthony Albanese.
El país ha mantenido un sistema político democrático liberal estable bajo su Constitución, la décima más antigua del mundo, desde la federación en 1901. Australia es la sexta democracia continua más antigua del mundo y funciona en gran medida como un sistema bipartidista en el que el voto es obligatorio. The Economist Intelligence Unit calificó a Australia de «democracia plena» en 2022.
Al igual que otros sistemas de gobierno al estilo de Westminster, el sistema federal de gobierno de Australia consta de tres poderes:
- Poder legislativo: el Parlamento bicameral, definido en el artículo 1 de la Constitución como compuesto por el monarca (representado por el gobernador general), el Senado y la Cámara de Representantes;
- Ejecutivo: el Consejo Ejecutivo Federal, que en la práctica da efecto legal a las decisiones del Gabinete, compuesto por el primer ministro y los ministros de Estado que asesoran al gobernador general;[2]
- Poder judicial: la Corte Suprema de Australia y otros tribunales federales, cuyos jueces son nombrados por el gobernador general a propuesta del Consejo Ejecutivo Federal.

El Parlamento federal (según la definición del artículo 1 de la Constitución) está compuesto por el monarca y es bicameral (tiene dos cámaras): la Cámara de Representantes (cámara baja) y el Senado (cámara alta). La Cámara de Representantes tiene 151 miembros, cada uno de los cuales representa a un distrito electoral de unas 165 000 personas. El Senado tiene 76 miembros: doce de cada uno de los seis estados y dos de cada uno de los territorios internos de Australia, el Territorio de la Capital Australiana y el Territorio del Norte.
La separación de poderes es el principio según el cual el poder del Estado debe repartirse entre varios órganos, para evitar la concentración de poder en una sola entidad. El poder legislativo propone y debate las leyes que luego administra el ejecutivo, y el judicial arbitra los casos derivados de la administración de las leyes y el derecho consuetudinario. Sin embargo, de acuerdo con el sistema de Westminster, no existe una separación estricta entre los poderes ejecutivo y legislativo, ya que los ministros deben ser también miembros del legislativo. Sólo la Corte Suprema puede dictaminar si una ley es constitucional o no.
El sistema de gobierno australiano combina elementos derivados de los sistemas políticos del Reino Unido (ejecutivo fusionado, monarquía constitucional) y de Estados Unidos (federalismo, constitución escrita, fuerte bicameralismo), junto con rasgos autóctonos distintivos, por lo que ha sido caracterizado como una «mutación de Washminster».

## La Corona
El monarca es el jefe simbólico de Australia y participa ceremonialmente en todos los poderes del Estado, como parte constituyente del Parlamento, titular formal del poder ejecutivo y designador de los jueces federales. En un sentido más amplio, la Corona representa la autoridad de la propia entidad política. Sin embargo, en todas estas funciones está representada por el gobernador general, cuyo nombramiento es la única función obligatoria del monarca. El monarca de Australia, actualmente Carlos III, es también el monarca de los demás reinos de la Mancomunidad, y el soberano del Reino Unido. El monarca es el jefe de Estado, sin embargo, en casi todos los asuntos el gobernador general desempeña las funciones del jefe de Estado, lo que lleva a algunos comentaristas a sostener que el gobernador general es el jefe de Estado. Como democracia constitucional, su función se limita a deberes constitucionales y ceremoniales. Aunque en muchos aspectos el gobernador general es el representante del Rey y ejerce diversos poderes constitucionales en su nombre, ejerce de forma independiente muchos poderes importantes por derecho propio. El gobernador general también representa a Australia en el ámbito internacional, realizando y recibiendo visitas de Estado.

## Constitución
La Constitución de Australia establece las competencias y responsabilidades de muchas de las instituciones de la Mancomunidad australiana. Sin embargo, el primer ministro, el gabinete y los demás principios de gobierno responsable no se mencionan explícitamente en el documento, junto con la mayoría de las realidades del ejercicio del poder ejecutivo. Esto refleja la influencia británica en el documento con su constitución no escrita.
El Parlamento de Australia puede proponer cambios en la Constitución. Para entrar en vigor, las propuestas deben someterse a referéndum de todos los australianos en edad de votar y deben recibir una doble mayoría: la mayoría de todos los votos y la mayoría de los votos en la mayoría de los estados.
El artículo 1 de la Constitución australiana crea un poder legislativo democrático, el Parlamento bicameral de Australia, compuesto por el monarca y dos cámaras parlamentarias, el Senado y la Cámara de Representantes. El artículo 51 de la Constitución establece las competencias legislativas del gobierno australiano y asigna determinadas competencias (conocidas como jefaturas de poder) al gobierno federal. Todo el poder legislativo restante queda en manos de los seis estados (antes colonias separadas). Además, cada estado tiene su propia constitución, de modo que Australia tiene siete Parlamentos, con el poder legislativo repartido entre ellos. La Corte Suprema de Australia arbitra los litigios que surgen entre el gobierno federal y los estados y territorios, o entre los propios estados y territorios.

## Parlamento

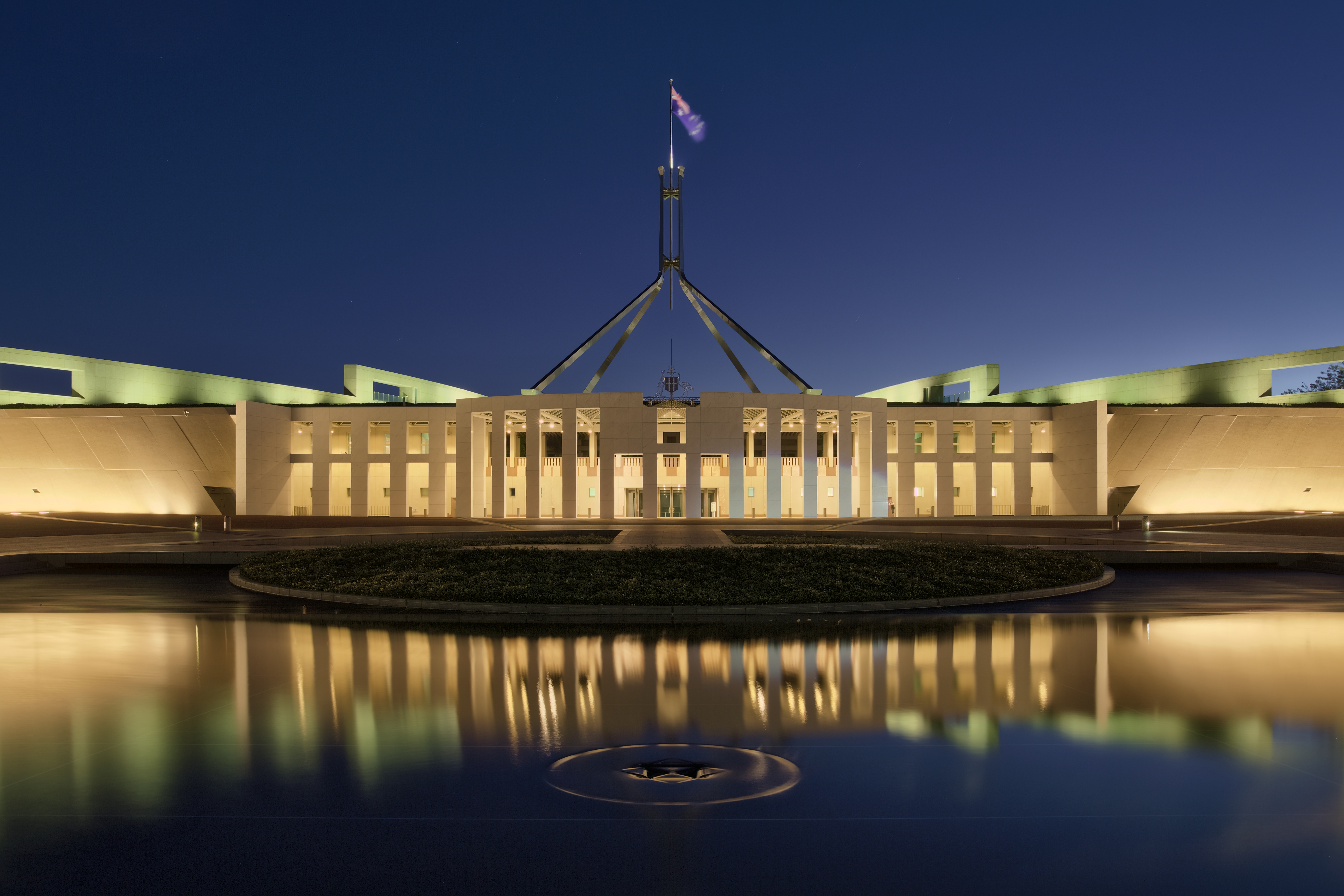
Parliament House, sede del Parlamento australiano.

El Parlamento ejerce el poder legislativo de la Mancomunidad mediante la promulgación de leyes. También supervisa la acción ejecutiva del Gobierno, a través de actividades como el turno de preguntas y los presupuestos del Senado. El Parlamento australiano es bicameral y está compuesto por el Rey de Australia, el Senado de 76 miembros (la cámara alta) y la Cámara de Representantes de 151 miembros (la cámara baja). El Gobierno australiano es responsable ante el Parlamento, del que debe ser miembro (o serlo en breve). En el Senado, 12 senadores proceden de cada Estado y 2 senadores del Territorio de la Capital Australiana y del Territorio del Norte, respectivamente, son elegidos por un sistema opcional de voto único preferencial transferible. Los senadores estatales ejercen un mandato fijo y escalonado de seis años, y la mitad de ellos son elegidos cada tres años. Los senadores territoriales ejercen un mandato no fijo igual al de la Cámara de Representantes, normalmente de unos tres años. Las últimas elecciones federales se celebraron el 3 de mayo de 2025.
En la Cámara de Representantes, 151 miembros son elegidos mediante votación preferencial plena en electorados uninominales (también conocidos como escaños). Las elecciones se celebran una vez cada tres años como mínimo, aunque el primer ministro (históricamente el Gabinete) puede solicitar al gobernador general que convoque nuevas elecciones en cualquier momento (no obstante, conserva la facultad discrecional de rechazarlas si se alegan razones inadecuadas). Sin embargo, dado que las elecciones al Senado sólo pueden celebrarse en determinados periodos y que suele ser políticamente ventajoso (aunque no legalmente obligatorio) celebrar las elecciones a la Cámara al mismo tiempo, las elecciones suelen limitarse a un periodo de diez meses entre agosto y mayo cada tres años, con la última elección dividida en 1970 y 1972. A diferencia del Senado, en el que cada estado está representado por igual, cada estado tiene un número de escaños aproximadamente proporcional a su población; por ello, la Cámara se conoce también como la Cámara del Pueblo. El primer ministro es elegido en la Cámara, necesitando el apoyo de la mayoría de los miembros para ser invitado a formar gobierno.
Cada cámara del Parlamento tiene los mismos poderes, con la excepción de que el Senado no puede presentar «proyectos de ley de dinero» (nuevos impuestos o leyes que autoricen gastos).

## Gobierno ejecutivo

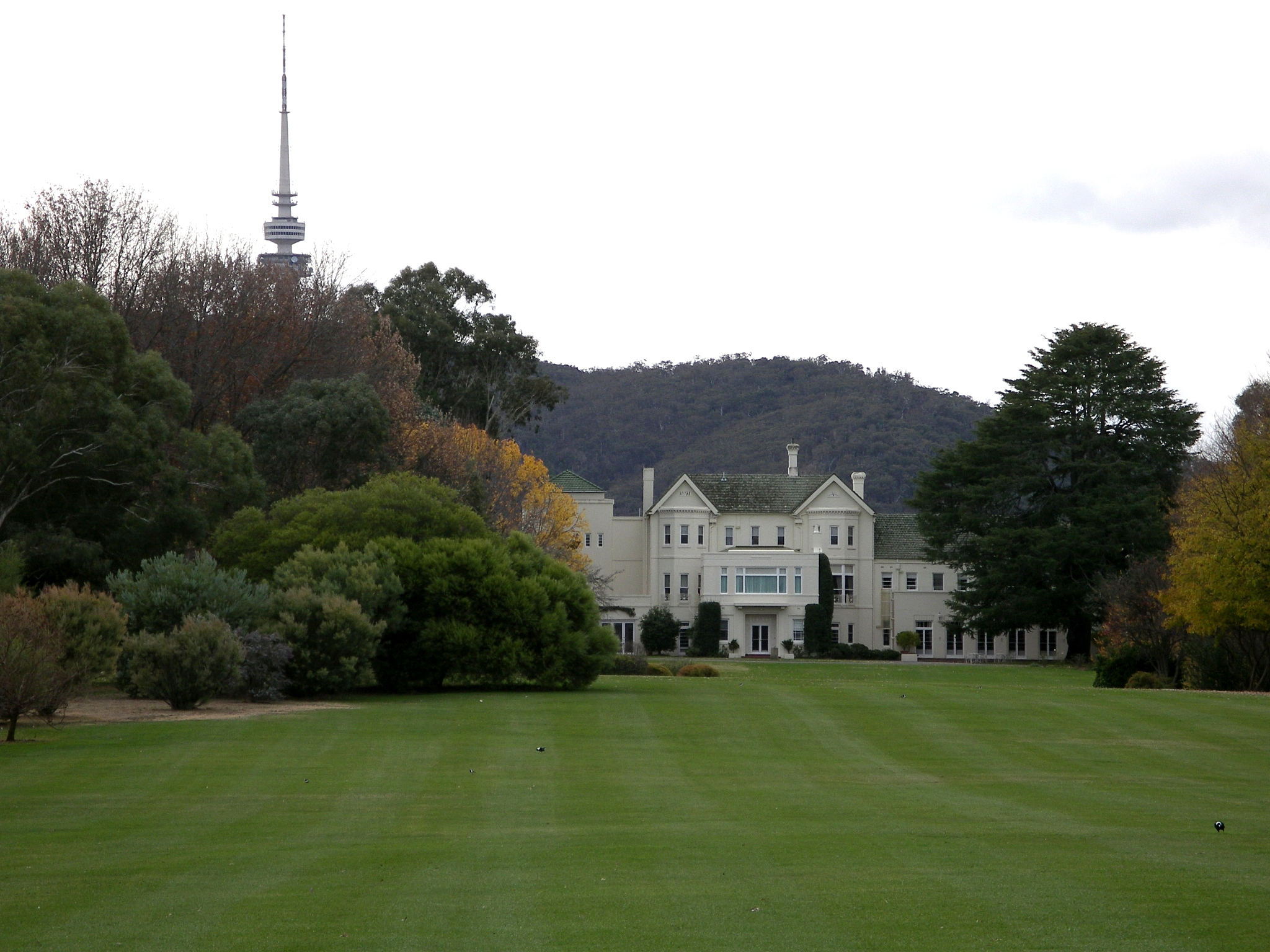
La Casa de Gobierno de Canberra, también conocida como «Yarralumla», es la residencia oficial del gobernador general.

La función principal del ejecutivo es aplicar las leyes aprobadas por el Parlamento. Sin embargo, a diferencia de los otros dos poderes del Estado, la composición del ejecutivo no está claramente definida. Una definición describe el ejecutivo como una pirámide, que consta de tres capas. En la cúspide se encuentra el Rey, como vértice simbólico y depositario formal del poder ejecutivo. Por debajo de él se encuentra una segunda capa formada por el primer ministro, el Gabinete y otros ministros que en la práctica dirigen el ejecutivo. Por último, la capa inferior incluye a los funcionarios públicos, la policía, los departamentos gubernamentales y los organismos estatutarios independientes que aplican directamente las políticas y las leyes.

## La Judicatura

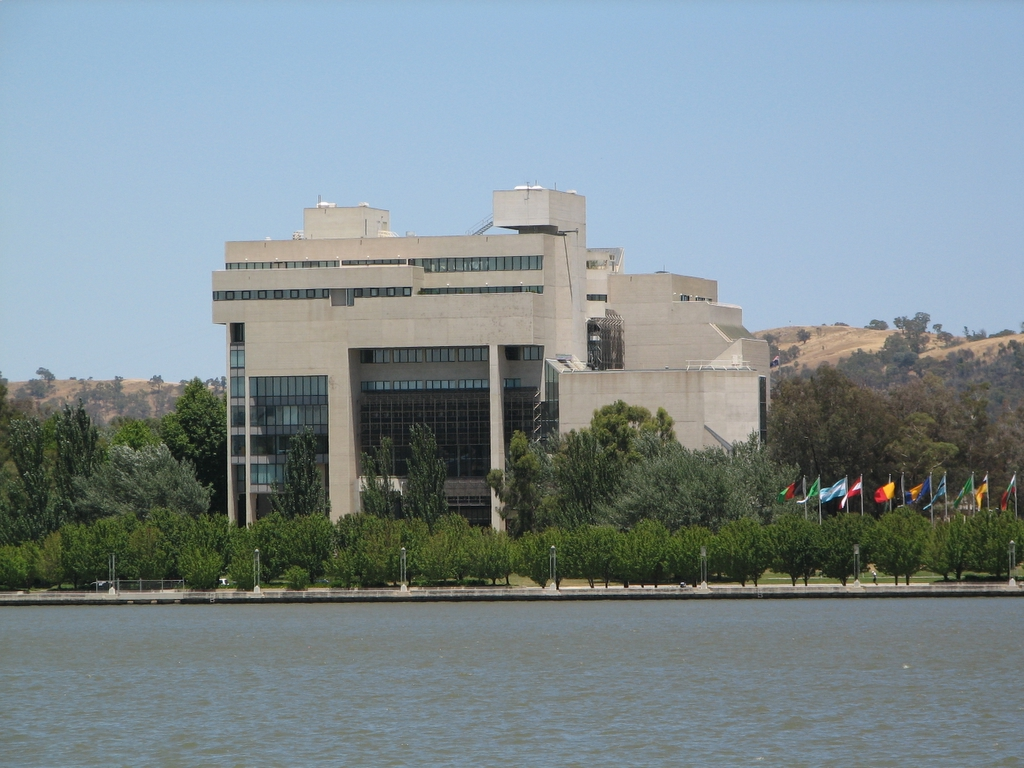
Edificio de la Corte Suprema, vista desde el lago Burley Griffin.

Como federación, en Australia el poder judicial lo ejercen tanto los tribunales federales como los estatales. Sin embargo, a diferencia de los múltiples ordenamientos jurídicos del Reino Unido, sólo existe un ordenamiento jurídico y, como en Canadá y a diferencia de EE. UU. sólo existe un common law de la nación, en lugar de un common law para cada estado. Además, a diferencia de Canadá y EE. UU. no existe un common law federal diferenciado.
El poder judicial federal recae en la Corte Suprema de Australia y en otros tribunales federales creados por el Parlamento, como la Corte Federal de Australia, la Corte  de Familia de Australia y la Corte Federal de Circuito de Australia. Además, el Parlamento está facultado para promulgar leyes que confieran autoridad federal a los tribunales estatales. Dado que la Constitución exige una separación de poderes a nivel federal, sólo los tribunales pueden ejercer el poder judicial federal; y a la inversa, las funciones no judiciales no pueden ser conferidas a los tribunales.
El poder judicial estatal es ejercido por el tribunal supremo de cada estado y por los demás tribunales creados por los parlamentos estatales.
La Corte Suprema de Australia es la corte suprema en la jerarquía judicial australiana y el último tribunal de apelación en Australia. Tiene jurisdicción tanto original como de apelación, está facultado para revisar judicialmente las leyes aprobadas por el Parlamento de Australia y los parlamentos de los estados, e interpreta la Constitución de Australia. La Corte Suprema tiene mandato en virtud del artículo 71 de la Constitución, que le confiere el poder judicial de la Mancomunidad de Australia.

## Gobiernos estatales y locales

Mapa que muestra las jurisdicciones de Australia y sus partidos políticos gobernantes en marzo de 2023.
Laboristas
Liberales

Los seis estados y los dos territorios de Australia se estructuran en un marco político similar al de la Mancomunidad. Cada estado tiene su propio parlamento bicameral, a excepción de Queensland y los dos territorios, cuyos parlamentos son unicamerales. Cada estado tiene un gobernador, que desempeña una función equivalente a la del gobernador general a nivel federal, y un primer ministro, que es el jefe de gobierno y equivale al primer ministro. Cada estado tiene también su propio tribunal supremo, desde el que se puede apelar a la Corte Suprema de Australia.
Las elecciones en los seis estados y dos territorios australianos se celebran al menos una vez cada cuatro años. En Nueva Gales del Sur, Victoria, Australia Meridional y el Territorio de la Capital Australiana, las fechas de las elecciones se fijan por ley. Sin embargo, los demás primeros ministros de los estados y el ministro principal del Territorio del Norte tienen la misma discrecionalidad para convocar elecciones que el primer ministro a nivel nacional.
Queensland se considera comparativamente conservador. Victoria, Tasmania y el Territorio de la Capital Australiana se consideran de centro izquierda. Nueva Gales del Sur, el mayor estado por población, así como Australia Meridional, han sido considerados a menudo como estados políticamente moderados. Australia Occidental, por el contrario, tiende a ser políticamente más volátil: considerado el estado más conservador durante la década de 2000-2010, últimamente ha pasado a situarse entre los más izquierdistas del país.
En Australia, el gobierno local es el tercer (y más bajo) nivel de gobierno, administrado por los estados y territorios que, a su vez, están por debajo del nivel federal. A diferencia de Estados Unidos, Reino Unido y Nueva Zelanda, sólo existe un nivel de gobierno local en todos los estados, sin distinción entre condados y ciudades. En la actualidad, la mayoría de los gobiernos locales tienen competencias equivalentes dentro de un estado, y estilos como «shire» o «ciudad» hacen referencia a la naturaleza de los asentamientos en torno a los que se asientan.

## Sistema electoral
En el ámbito nacional, las elecciones se celebran al menos una vez cada tres años. El primer ministro puede aconsejar al gobernador general que convoque elecciones a la Cámara de Representantes en cualquier momento, pero las elecciones al Senado sólo pueden celebrarse dentro de determinados plazos prescritos en la Constitución australiana. Aunque es posible celebrar elecciones a la Cámara de Representantes y al Senado por separado, la convención es celebrar elecciones simultáneas para ambas cámaras; todas las elecciones nacionales desde 1974 han sido tanto para la Cámara de Representantes como para el Senado.
Las elecciones a la Cámara de Representantes se disputan por todos los escaños. Los representantes se eligen mediante el sistema australiano de votación por escrutinio instantáneo, en el que el candidato ganador obtiene más del 50 % de los votos tras la distribución de preferencias; por lo tanto, los flujos de preferencias de los candidatos menos votados suelen ser significativos en los resultados electorales. A las elecciones al Senado concurren la mitad de los senadores de cada estado, salvo en caso de doble disolución, en que todos los senadores concurren a las elecciones; los senadores que representan a los territorios son elegidos y juran su cargo simultáneamente con la Cámara de Representantes y no con el resto del Senado. Todos los senadores son elegidos mediante el sistema de voto único transferible de representación proporcional, que ha dado lugar a una mayor presencia de partidos minoritarios en el Senado. Con la excepción de un período de tres años, de 2005 a 2008, ningún partido o coalición ha tenido mayoría en el Senado desde 1981; esto ha obligado a los gobiernos a buscar con frecuencia el apoyo de partidos minoritarios o senadores independientes que mantienen el equilibrio de poder para garantizar su agenda legislativa.
Dado que el sistema de voto único transferible del Senado exige una cuota inferior a la de la Cámara para obtener un escaño, los partidos minoritarios han centrado a menudo sus esfuerzos electorales en la cámara alta. Lo mismo ocurre a nivel estatal (sólo los dos territorios y Queensland son unicamerales). Históricamente, ha sido comparativamente más raro que los partidos minoritarios y los independientes consigan escaños en la Cámara de Representantes, aunque el tamaño de la bancada cruzada ha seguido una tendencia creciente desde las elecciones federales de 1990. En las últimas elecciones federales australianas, celebradas el 21 de mayo de 2022, se eligió una bancada cruzada históricamente grande en la Cámara de Representantes, formada por seis miembros de partidos minoritarios y diez independientes.

## Ideología en la política australiana

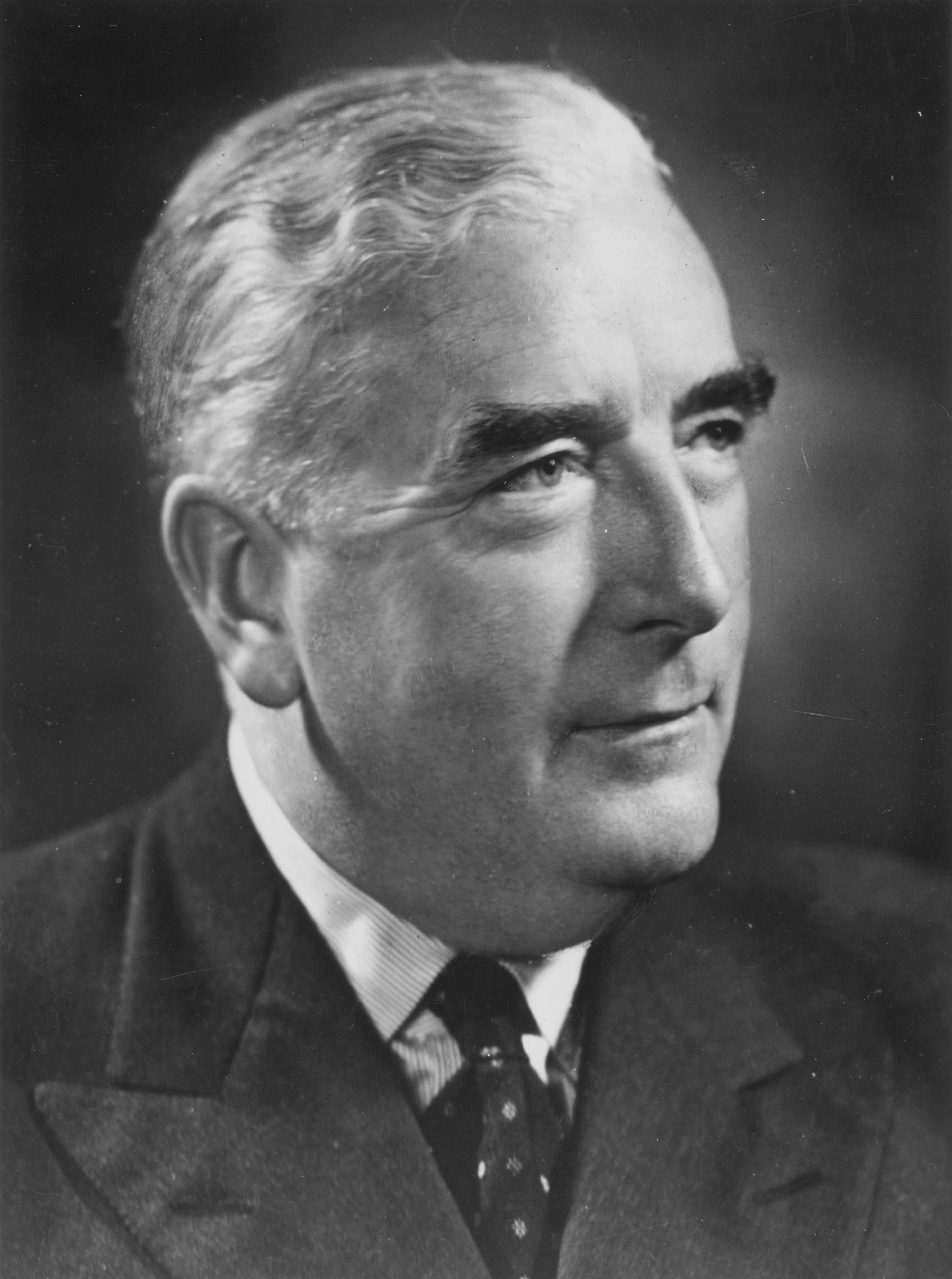
Sir Robert Menzies, del Partido Liberal, el primer ministro australiano que más tiempo ha ocupado el cargo.

El sistema de partidos australiano ha sido descrito por los politólogos como más ideologizado que el de otros países anglófonos similares, como Estados Unidos y Canadá. En los primeros años de la historia política australiana, los intereses de clase desempeñaron un papel importante en la división entre el Partido Laborista Australiano, entonces socialista democrático, y una serie de partidos anti-laboristas inspirados en las tradiciones liberal y conservadora (los predecesores de la moderna Coalición entre Liberales y Nacionales).
En la cultura política australiana contemporánea, la Coalición (partidos Liberal y Nacional) se considera de centro-derecha y el Partido Laborista Australiano de centro-izquierda. El conservadurismo australiano está representado en gran medida por la Coalición, junto con el liberalismo australiano. El Partido Laborista se considera socialdemócrata, aunque ha seguido una política económica y social liberal desde la presidencia de Bob Hawke.
Parlamentarios laboristas como Andrew Leigh han defendido que el ALP debería reclasificarse como social-liberal. El Partido Laborista aún mantiene su histórico objetivo socialista en su constitución; sin embargo, algunos lo consideran un anacronismo ideológico dentro del partido.
En las últimas décadas se ha producido un marcado cambio entre el electorado australiano a la hora de otorgar su voto de primera preferencia a candidatos que no pertenecen a ninguno de los dos grandes partidos. En las elecciones federales de 2022, el 31 % dio su preferencia a un candidato de un partido no mayoritario.

## Partidos políticos
Los partidos políticos nacionales organizados han dominado el panorama político australiano desde la federación. A finales del siglo XIX surgió el Partido Laborista Australiano, que representaba a los trabajadores organizados. Los intereses opuestos se fusionaron en dos partidos principales: un partido de centro-derecha con una base en las empresas y las clases medias que ha sido predominantemente conservador y moderado, ahora el Partido Liberal de Australia; y un partido conservador rural o agrario, ahora el Partido Nacional de Australia. Aunque hay un pequeño número de otros partidos políticos menores que han logrado representación parlamentaria, estos tres principales dominan la política organizada en toda Australia. Históricamente se posicionaron como opositores o «guardianes» de los grandes partidos, aunque desde la década de 1980, su representación política ha ido en aumento: en las elecciones federales de 1980, la suma de los votos primarios de los partidos minoritarios y los independientes sólo representó el 8 %; en 2022, esta cifra había aumentado hasta el 32 %, la más alta jamás registrada.
La política australiana funciona de facto como un sistema bipartidista, como resultado de la coalición permanente entre el Partido Liberal y el Partido Nacional; uno de los dos partidos suele tener mayoría en el parlamento y forma gobierno, mientras que el otro es oposición. La disciplina interna de los partidos ha sido históricamente férrea, a diferencia de lo que ocurre en otros países como Estados Unidos.
El Partido Laborista Australiano es un partido socialdemócrata. Es un partido de izquierdas con tendencia al bienestar social y a los programas de asistencia gubernamental. Fue fundado por el movimiento obrero australiano y representa ampliamente a las clases medias y trabajadoras urbanas.
El Partido Liberal de Australia es un partido de centroderecha que representa ampliamente a las empresas, las clases medias urbanas y a muchos habitantes de zonas rurales. Su socio de coalición permanente a nivel nacional es el Partido Nacional de Australia, antes conocido como Partido del Campo, un partido conservador que representa los intereses rurales. Estos dos partidos se conocen colectivamente como la Coalición. Sólo en Queensland, los dos partidos se han fusionado oficialmente para formar el Partido Liberal Nacional, y en el Territorio del Norte, el Partido Nacional se conoce como Partido Liberal Rural.
Los partidos menores de la política australiana incluyen un partido verde, los Verdes Australianos, el mayor de los partidos menores; un partido centrista, Alianza del Centro; un partido nacionalista, Una Nación de Pauline Hanson; y el partido de derechas, Partido Australiano de Katter. Otros partidos importantes en los últimos años han sido el Reason Party, el Palmer United Party y el partido socialmente conservador Family First Party, entre otros. Los partidos históricamente significativos han sido el Partido de la Australia Unida, el Partido Laborista Australiano (Anticomunista), el Partido Comunista de Australia y los Demócratas Australianos, socialmente liberales, entre otros.